# موتور مریم بامری
موتور مریم بامری یک منطقهٔ مسکونی در ایران است که در دهستان جلگه چاه هاشم واقع شده‌است.